# Лудошур (Ігринський район)
Лудошу́р (рос. Лудошур) — присілок в Ігринському районі Удмуртії, Росія.

## Населення
Населення — 112 осіб (2010; 135 в 2002).
Національний склад станом на 2002 рік:
- удмурти — 96 %

## Урбаноніми[3]
- вулиці — Лудошурська